# Helén Johnsson
Helén Johnsson, född 18 oktober 1976, är en svensk bowlare. 
Johnsson har tidigare representerat klubbarna Eriksflickorna och BK Högland och spelar sedan 1995 för helsingborgsklubben Spader Dam. Hon har tagit tre individuella SM-guld (1997, 1999 och 2005), ett EM-guld och ett VM-guld i fem-mannalag 2003.
2004, 2005 och 2009 utsågs hon av Svenska Bowlingförbundet till årets bowlare.